# Odunayo Adekuoroye
Odunayo Folasade Adekuoroye (Akure, 10 de desembre de 1993) és una esportista nigeriana que competeix en lluita estil lliure, guanyadora d'una medalla de bronze en el Campionat Mundial de Lluita de 2015, en la categoria de 53 kg. Va aconseguir una medalla d'or en els Jocs Panafricans de 2015. Ha guanyat quatre medalles en el Campionat Africà de Lluita entre els anys 2013 i 2016. Va obtenir dues medalles en els Jocs de la Mancomunitat en 2010 i 2014

## Palmarès internacional
| Campionat Mundial       | Campionat Mundial                                 | Campionat Mundial | Campionat Mundial |
| Any                     | Lloc                                              | Medalla           | Categoria         |
| ----------------------- | ------------------------------------------------- | ----------------- | ----------------- |
| 2015                    | Las Vegas (Estats Units) Estats Units             | 3                 | Lliure 53 kg      |
| Jocs Panafricanos       |                                                   |                   |                   |
| Any                     | Lloc                                              | Medalla           | Categoria         |
| 2015                    | Brazzaville ( República del Congo) Rep. del Congo | 1                 | Lliure 53 kg      |
| Campionat Africà        |                                                   |                   |                   |
| Any                     | Lloc                                              | Medalla           | Categoria         |
| 2013                    | Yamena ( Txad) Txad                               | 2                 | Lliure 51 kg      |
| 2014                    | Tunísia ( Tunísia) Tunísia                        | 2                 | Lliure 51 kg      |
| 2015                    | Alexandria ( Egipte) Egipte                       | 1                 | Lliure 53 kg      |
| 2016                    | Alexandria ( Egipte) Egipte                       | 1                 | Lliure 55 kg      |
| Jocs de la Mancomunitat |                                                   |                   |                   |
| Any                     | Lloc                                              | Medalla           | Categoria         |
| 2010                    | Delhi ( Índia) Índia                              | 3                 | Lliure 48 kg      |
| 2014                    | Glasgow ( Escòcia) Escòcia                        | 1                 | Lliure 53 kg      |